# Algar Telecom
A Algar é uma empresa brasileira de telecomunicações que está presente em mais de 350 cidades nos estados de Alagoas, Ceará, Espírito Santo, Goiás, Mato Grosso do Sul, Minas Gerais, Paraíba, Paraná, Pernambuco, Bahia, Rio de Janeiro, Rio Grande do Norte, Rio Grande do Sul, Santa Catarina, São Paulo e Sergipe, além do Distrito Federal. A empresa foi a única operadora a permanecer privada mesmo após a criação da Telebrás no regime militar, e é caracterizada como a quinta maior no segmento de telecomunicações.

## História
A Algar, com sede administrativa em Uberlândia, é uma das empresas do Grupo Algar e foi fundada com o nome CTBC (Companhia de Telecomunicações do Brasil Central) em 15 de fevereiro de 1954, por Alexandrino Garcia, que adquiriu a, até então, Companhia Telefônica Teixeirinha. Garcia tinha 47 anos quando iniciou o negócio no setor de telefonia e começou, na época, a vender os serviços da empresa pessoalmente.
Inicialmente, a empresa atuava com foco no interior do País, no conhecido "Brasil Central", abrangendo parte dos estados de Goiás, Mato Grosso do Sul, Minas Gerais e São Paulo. Posteriormente, passou a abranger a Alta Mogiana, região de São Paulo; o leste do Mato Grosso do Sul; a região do Triângulo Mineiro e Alto Paranaíba (MG) e o sul do estado de Goiás.
Em 2007, a empresa realizou uma emissão pública de debêntures e tornou-se companhia aberta, não listada em bolsa de valores.[carece de fontes?]
Em 2010, conseguiu licença para operar na Banda H, última disponível para telefonia 3G. Podendo atuar nas regiões com os DDDs 34, 35 e 37. Dentre as cidades estão Divinópolis, Itaúna, Araxá, Bom Despacho, Cláudio, Poços de Caldas e Itajubá, passando de 87 para 233 municípios com a cobertura.[carece de fontes?]
Em 2013, a operadora completou o ciclo  de branding do Grupo Algar (em 2009, o Grupo Algar decidiu adotar a estratégia de monomarca, ou seja, todas as suas empresas passariam a ter Algar como nome). Desse modo, a marca CTBC foi substituída em definitivo por Algar Telecom.[carece de fontes?]
Em 2014, a empresa arrematou o lote 5 de frequência do leilão de 4G na faixa de 700 megahertz (MHz). A frequência arrematada no leilão, promovido pela Anatel, tem abrangência regional e correspondente à área de concessão da própria empresa, com capacidade de 10+10 MHz.[carece de fontes?]
Também em 2014, a Algar Telecom comunicou ao mercado a assinatura de acordo com Angola Cables, Anatel e Google para dar início à construção de um novo cabo submarino de fibra óptica que conectou o Brasil aos Estados Unidos. O cabo sai de Santos (SP), passando por Fortaleza (CE) e chegando na cidade de Boca Raton (Flórida, EUA).
No início de 2015, a Algar Telecom selecionou a Nokia Networks para lançar seus serviços de LTE na faixa de 700 MHz e modernizar a sua rede 3G – preparando as bases para a introdução de serviços de voz em HD em 2016. A Nokia Networks firmou um contrato de 5 anos como única fornecedora da Algar Telecom, para entregar e gerenciar soluções de rádio e de core, transformando a infraestrutura de rede da operadora.
Ainda em 2015, a empresa adquiriu a Optitel, empresa de TI e Telecom sediada em Balneário Camboriú (SC), se expandindo para a região sul do país. Em setembro de 2016 começou a operar na cidade de Piumhi (MG) com duas antenas, atendendo às redes 2G e 3G.[carece de fontes?]
Em dezembro de 2017, o Grupo Algar anunciou a venda de 25% das ações ordinárias e preferenciais da Algar Telecom para o fundo de investimento Archy, afiliado ao fundo soberano de Singapura, mediante um investimento de cerca de R$ 1 bilhão na empresa. A operação ainda precisa ser aprovada pelos órgãos reguladores.
Em 2020, a empresa alcançou uma estrutura com 82,3 mil km de fibra ótica em 367 cidades de 16 estados e no Distrito Federal, com operações a clientes B2B e B2C. Por meio do programa de franquias, atingiu 79 cidades. Aderiu aos 10 compromissos do Fórum de Empresas e Direitos LGBTI+. Apresentou o Proteção Web (solução de segurança digital para PMEs), com 5.000 ativações no período. Além disso, oficializou a Política de Trabalho Remoto, em modalidade híbrida, válida para todas as regiões em que opera.[carece de fontes?]
Em 2021, a banda larga baseada em fibra ótica (FTTH) já alcançou 80% dos clientes da Algar. Até 2023, a empresa pretende alcançar 100% dos clientes.
Em dezembro de 2021, a empresa foi a primeira no Brasil a iniciar operação comercial de serviços 5G usando uma das faixas adquiridas por ela no leilão promovido pela Anatel no mês anterior. Inicialmente, a operação se deu em 40 MHz na faixa de 2,3 GHz, mas a empresa também adquiriu 80 MHz na faixa de 3,5 GHz no mesmo leilão.
Em junho de 2025, a empresa altera seu nome para apenas Algar, englobando melhor seus serviços de TI, loT, IA e Telecom.

## Serviços
A empresa oferece serviços de Internet Banda Larga (XDSL, 3G e 4G), celular e telefonia fixa para clientes pessoa física. Para micro e pequenas empresas, oferece serviços de voz, dados, internet, TI, outsourcing, videoconferência e mídia de consulta. Para médias e grandes empresas, a companhia oferta serviços de voz e dados personalizadas para o segmento. Para outras operadoras, oferece Clear channel, SMS, IP Trânsito, compartilhamento de infraestrutura.
No ramo da telefonia móvel (celular), a Algar oferece serviço telefônico nas tecnologias AMPS, TDMA, GSM (incluindo serviços como GSM (GPRS e EDGE), 3G (UMTS e HSPA), 4G e 5G). Também mantém um acordo de roaming de dados com outras operadoras, ou seja, cobertura aos visitantes em sua área de atuação. A venda de celulares se encontra nas tecnologias GSM, 3G, 4G e 5G. A Algar também tem autorização para prestar serviços de voz, dados e TV em todo o país.

## Controvérsias
Em julho de 2015, a empresa foi condenada pelo Ministério Público do Estado de Minas Gerais (MPMG) a pagar cerca de R$ 300 mil reais pela prática de venda casada no município de Uberlândia. A decisão administrativa foi tomada por meio do Programa Estadual de Proteção e Defesa do Consumidor (PROCON), que identificou a vinculação da prestação de serviços de internet aos serviços de telefonia. A prática é vedada pelo Código de Defesa do Consumidor.
Em 23 de setembro de 2022, foi relatado o disparo de mensagens nos telefones celulares de cidadãos paranaenses com textos em apoio ao candidato à presidência Jair Bolsonaro e com ameaças de invasão ao Congresso Nacional e ao Supremo Tribunal Federal. Após apuração, a Companhia de Tecnologia da Informação e Comunicação do Paraná (Celepar) atribuiu a responsabilidade pelo envio das mensagens à Algar, que presta serviços à Plataforma de Inteligência Artificial do Governo do Paraná, sem qualquer iniciativa do governo estadual, alegando ainda ter sido "vítima de um crime". A Algar, por sua vez, afirmou ter detectado "um acesso indevido à plataforma com um IP que não pertence à operadora" e atribuiu a responsabilidade a um funcionário de nível júnior com acesso aos sistemas da empresa, que "teria efetuado os disparos sem que ninguém percebesse". Além do Paraná, houve registros do recebimento das mensagens em outros estados das regiões Sul e Sudeste. Após o ocorrido, a equipe do candidato Luiz Inácio Lula da Silva entrou com ação no Tribunal Superior Eleitoral, que abriu um processo investigativo cobrando explicações da empresa.